# Cavern Club

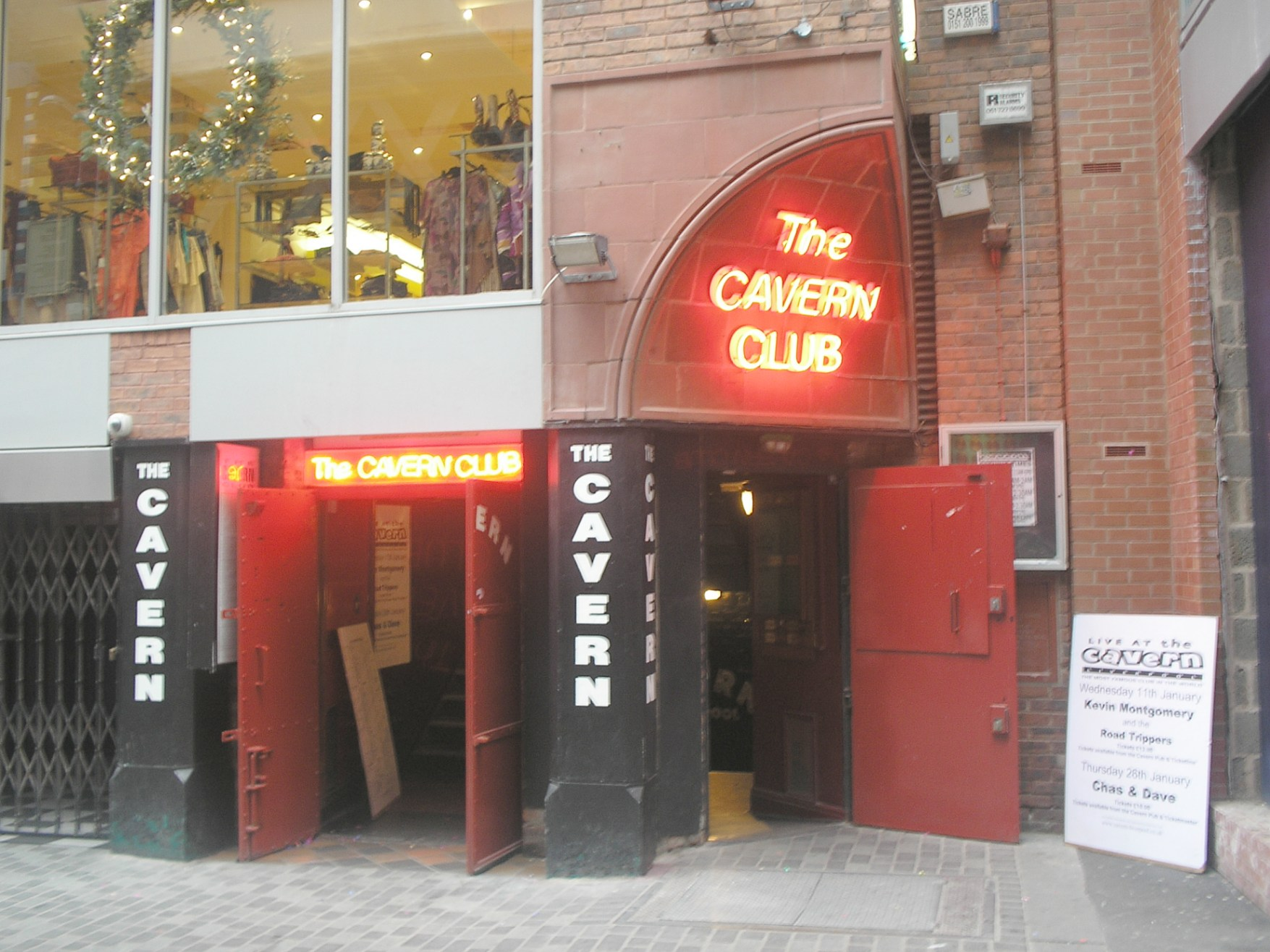
Veduta esterna del Cavern

Il Cavern Club è un locale di Liverpool, situato al numero 10 di Mathew Street, celebre soprattutto per essere stato uno dei luoghi propulsivi della scena Merseybeat della città, e per aver ospitato svariate esibizioni di gruppi beat inglesi.

## Storia

### Origine
Fu inaugurato il 16 gennaio 1957 da Alan Sytner, il quale si ispirò ai locali dei quartieri parigini dove si suonava prevalentemente il jazz. Volle imitare la tendenza dei club come "Le Caveau" che erano dei veri e propri scantinati sotterranei a forma di cantine. Quando Sytner ritornò a Liverpool trovò un luogo adatto alle sue intenzioni, un ex rifugio bellico.
Sytner ospitò non solo jazzisti locali, bensì estese il raggio delle esibizioni a gruppi musicali skiffle provenienti anche da Londra, a blues band e a gruppi di genere beat. La prima "Beat night" fu organizzata il 25 maggio 1960 e vide la partecipazione, fra gli altri, di Rory Storm and the Hurricanes con un giovane Ringo Starr alla batteria.

### Dalla fama alla chiusura
La celebrità su scala mondiale arrivò durante i primi anni sessanta grazie alle esibizioni dei Beatles (ben 292) effettuate lì nei primi anni '60. I Beatles misero piede per la prima volta nel locale il 21 febbraio 1961, al loro ritorno da Amburgo. Le loro esibizioni erano lunghe e impegnative, per una durata di otto ore complessive a notte.
Nel 1961, durante una delle loro performance, vennero avvicinati da Brian Epstein, l'uomo che li consegnò al successo mondiale. I Beatles conquistarono fama e si esibirono per l'ultima volta nel club nell'agosto del 1963, quando erano già sotto un contratto discografico con la EMI Parlophone e, guidati dalla coppia Epstein/George Martin, erano ben lanciati nel firmamento musicale.
Nel Cavern suonarono anche band e artisti come The Rolling Stones, The Yardbirds, The Kinks, Elton John, The Who e The Motowns. Il club chiuse nel maggio del 1973; gli ultimi ad esibirsi furono i Focus, band di progressive rock capitanata dal chitarrista Jan Akkerman.

### Il nuovo Cavern Club
Del club originale, in parte demolito, non rimane quasi nulla; il nuovo club, esatta riproduzione del vecchio fin nei minimi dettagli, riaprì il 26 aprile 1984. È possibile ascoltarvi musica dal vivo quasi tutte le sere e nei pomeriggi ed è diventato una meta turistica. La musica varia da quella "revival" anni sessanta fino a quella contemporanea. Ogni agosto, il Club diventa il cuore pulsante dell'International Beatle Week Festival, durante il quale tribute band dei Beatles di tutto il mondo si danno appuntamento a Liverpool per esibirsi. Il 4 agosto del 2007 il Cavern ha compiuto 50 anni: per l'occasione è uscita una compilation con i grandi nomi della musica.